# بایلی کی
بایلی کی (به انگلیسی: Bailie Key) ژیمناست زادهٔ ۱۶ مارس ۱۹۹۹ میلادی اهل کشور ایالات متحده آمریکا است.